# Cherry: Az elveszett ártatlanság
A Cherry: Az elveszett ártatlanság (eredeti cím: Cherry) 2021-es amerikai bűnügyi filmdráma Anthony és Joe Russo rendezésében. A forgatókönyvet Angela Russo-Otstot és Jessica Goldberg írta, Nico Walker Kopasz című regénye alapján. A főbb szerepekben Tom Holland, Ciara Bravo, Jack Reynor, Michael Rispoli, Mark Francis és Jeff Wahlberg látható.
2021. február 26-án mutatták be a mozikban. Az Apple TV+-on 2021. március 12-én jelent meg.

## Szereplők
- Tom Holland: Cherry
- Ciara Bravo: Emily
- Jack Reynor: Pills és Coke
- Michael Rispoli: Tommy
- Jeff Wahlberg: Jimenez
- Forrest Goodluck: James Lightfoot
- Michael Gandolfini: Joe bácsi
- Kyle Harvey: Roy
- Pooch Hall: Sgt. Whomever
- Damon Wayans Jr.: Drill Sgt Masters
- Thomas Lennon: Dr. Whomever
- Kelli Berglund: Madison Kowalski
- Jose Pablo Cantillo: Drill Sgt Deco
- Nicole Forester: orvos
- Mark Francis: rab
- Jamie Brewer: Shelly
- Fionn O'Shea: Arnold
- Sam Clemmett: Yuri
- Adam Long: Staff Sgt Greene
- Harry Holland: remegő gyerek

## Fogadtatás
A film összességében negatív kritikákat kapott. A Rotten Tomatoes oldalán 37%-ot ért el 206 kritika alapján, és 5.20 pontot szerzett a tízből. A Metacritic honlapján 44 pontot szerzett a százból, 45 kritika alapján.
A Variety magazin kritikusa, Owen Gleiberman szerint „alig vannak hihető pillanatok a Cherry-ben, de a film igazi bűne az, hogy élvezhető pillanatok is alig vannak benne. Az egyetlen érzelem, amelyet ez a film kivált az az, hogy mennyire el van telve magával.” Gleiberman később 2021 legrosszabb filmjének nevezte.